# 布羅夫科韋 (科洛馬克區)
49°51′14″N 35°24′26″E / 49.85389°N 35.40722°E
布羅夫科韋（烏克蘭語：Бровкове）是位於烏克蘭東部的村莊，由哈爾科夫州博霍杜希夫區的科洛馬克市鎮負責管轄。該村始建於1600年，面積0.25平方公里，海拔高度179米，2001年人口40，人口密度每平方公里162.6人。